# Rafah DiCostanzo
Rafah DiCostanzo, née le 2 mai 1962, est une femme politique canadienne.
Elle représente la circonscription de Clayton-Park-West à l'Assemblée législative de la Nouvelle-Écosse depuis les élections de 2017.
Elle a été présidente du caucus du gouvernement libéral de Stephen McNeil, adjointe à la ministre de l’Immigration, Lena Diab, et adjointe à la ministre responsable de la loi sur le Conseil consultatif sur la condition féminine, Kelly Regan.

## Biographie
Rafah DiCostanzo est interprète et propriétaire d’une petite entreprise.